# Envelhecimento

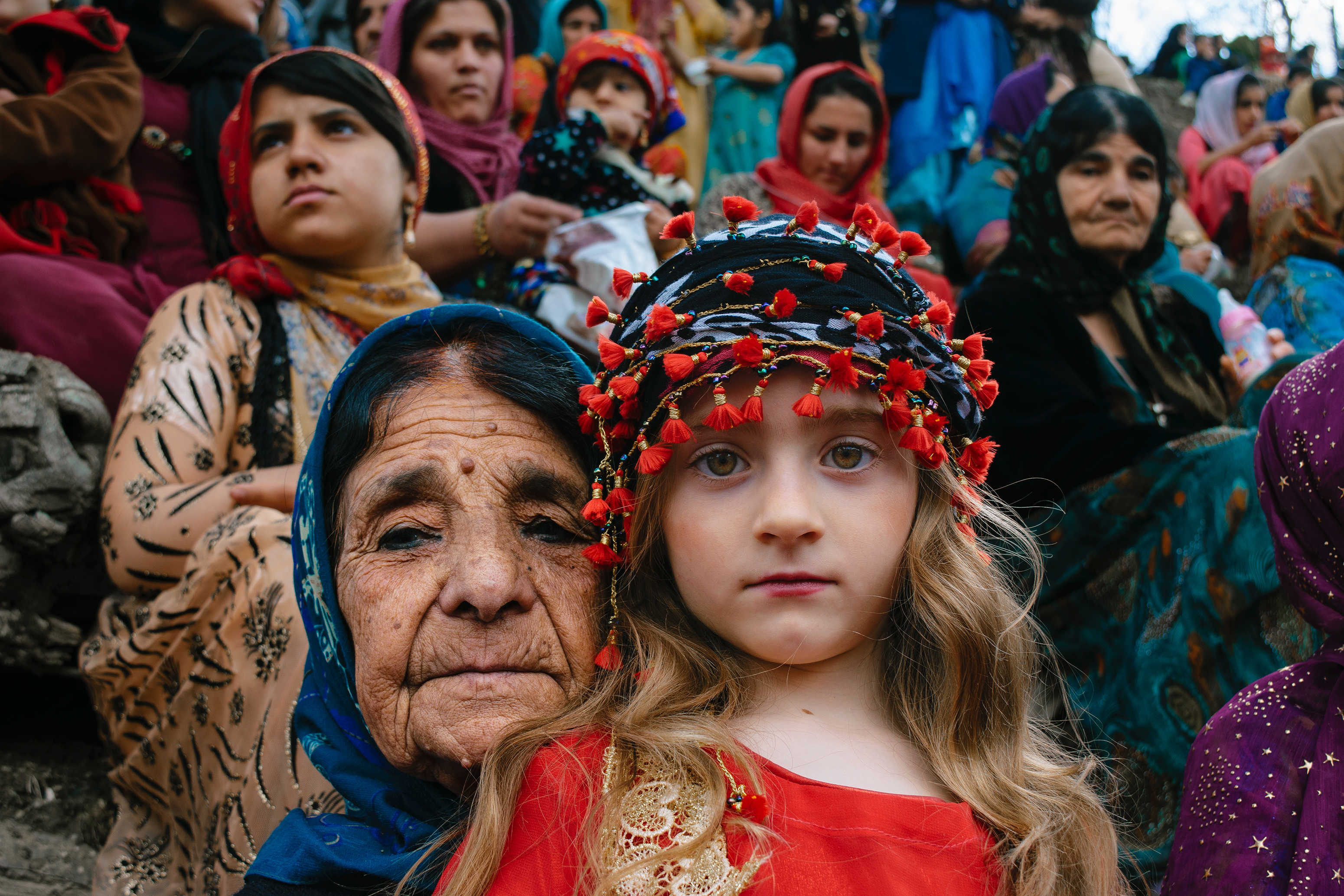
Uma avó e sua neta

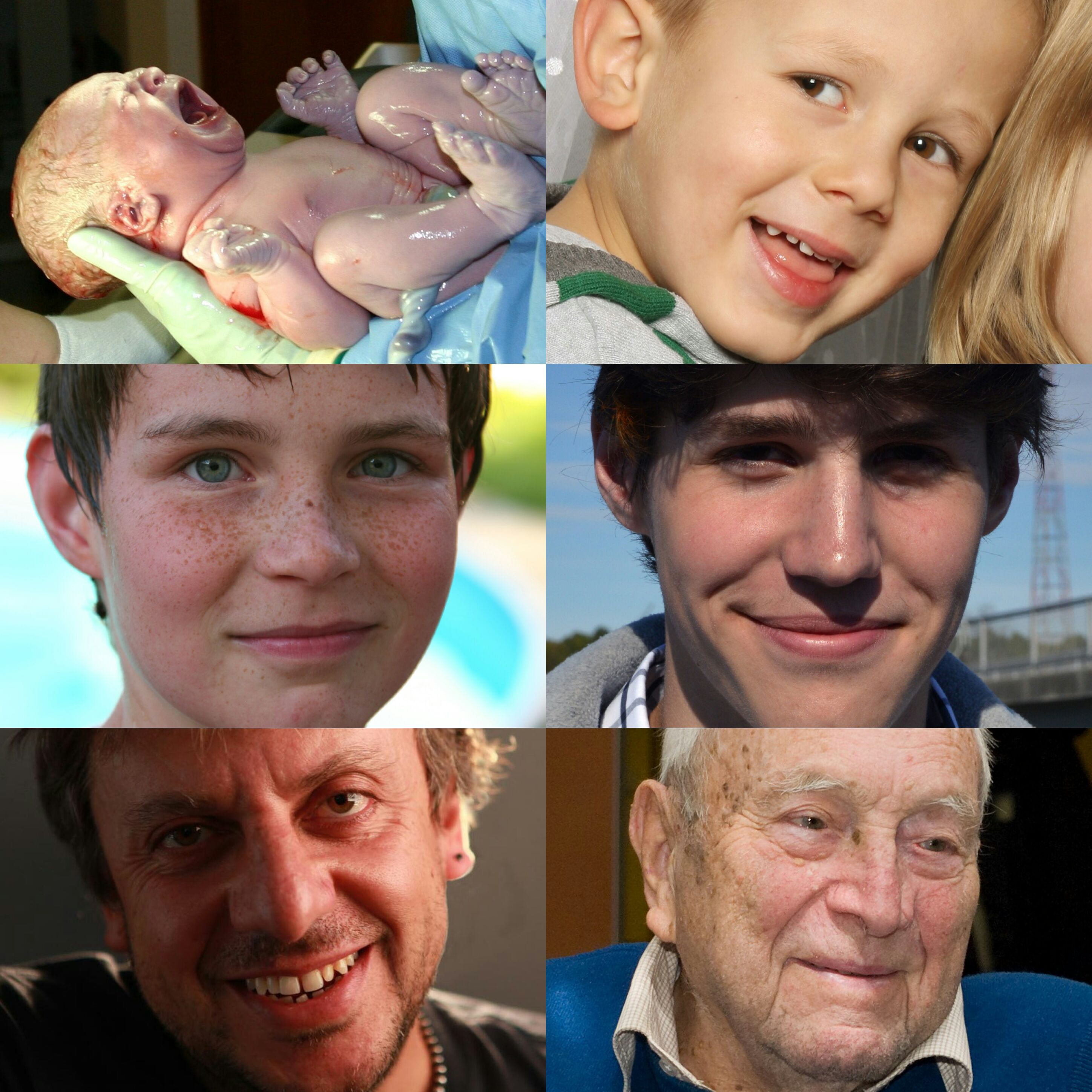
Fases do desenvolvimento humano

Envelhecimento é o processo de envelhecer. O termo refere-se principalmente a humanos, outros animais e também fungos, enquanto, por exemplo, bactérias, plantas perenes e alguns animais simples são potencialmente biologicamente imortais. Em um sentido mais amplo, o envelhecimento pode se referir a células individuais dentro de um organismo que pararam de se dividir ou à população de uma espécie.
Nos seres humanos, o envelhecimento representa o acúmulo de mudanças no corpo ao longo do tempo e pode abranger mudanças físicas, psicológicas e sociais. O tempo de reação, por exemplo, pode diminuir com a idade, enquanto as memórias e o conhecimento geral geralmente aumentam. O envelhecimento aumenta o risco de doenças humanas, como câncer, mal de Alzheimer, diabetes, doenças cardiovasculares, derrames e muitas outras. Das cerca de 150 mil pessoas que morrem todos os dias em todo o mundo, cerca de dois terços morrem de causas relacionadas à idade.
As teorias atuais sobre o envelhecimento são atribuídas ao conceito de dano, segundo o qual o acúmulo de danos (como a oxidação do DNA) pode causar falhas nos sistemas biológicos, ou ao conceito de envelhecimento programado, segundo o qual os processos internos (manutenção epigenética, como a metilação do DNA) inerentemente podem causar envelhecimento. O envelhecimento programado não deve ser confundido com a morte celular programada (apoptose).
A obesidade tem sido proposta para acelerar o envelhecimento, enquanto a restrição calórica na dieta em animais não primatas retarda o envelhecimento, mantendo uma boa saúde e funções corporais. Em primatas (incluindo humanos), tais efeitos de prolongamento da vida permanecem incertos.

## Sinais

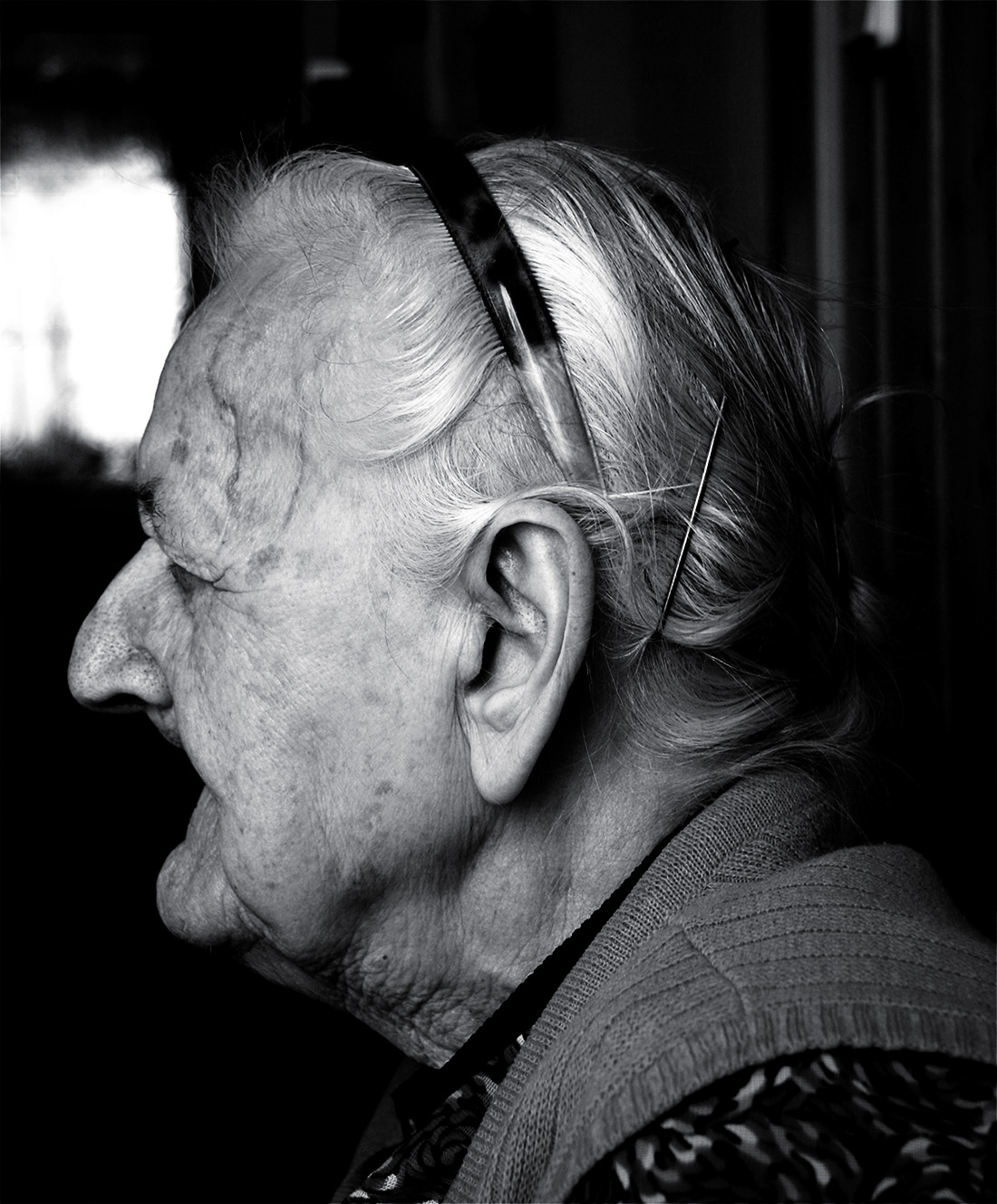
Orelhas e narizes aumentados de humanos idosos às vezes são atribuídos ao crescimento contínuo da cartilagem, mas a causa mais provável é a gravidade.

Dinâmica da idade da massa corporal (1, 2) e massa normalizada para estatura (3, 4) de homens (1, 3) e mulheres (2, 4)

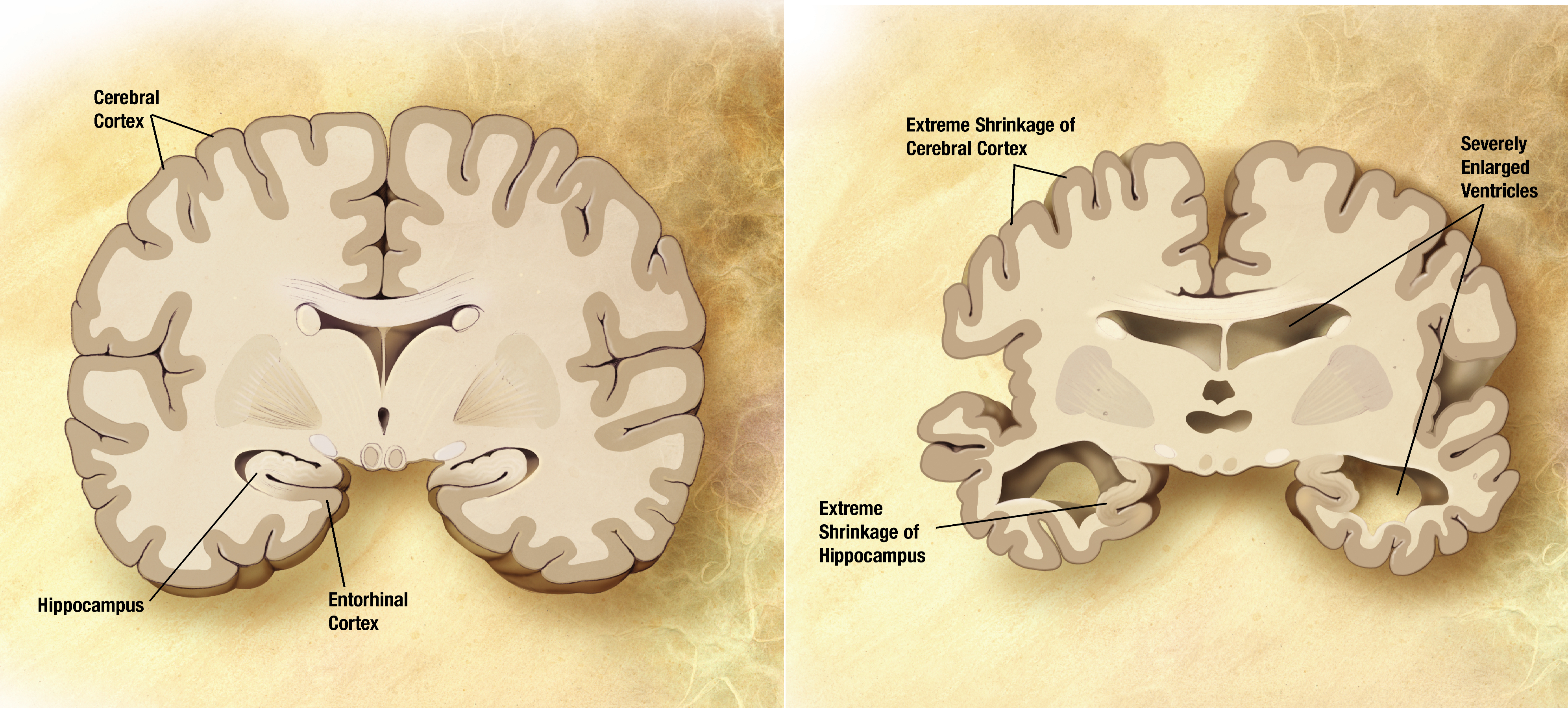
Comparação de um cérebro envelhecido normal (esquerda) e um cérebro afetado pela doença de Alzheimer

Uma série de sintomas característicos do envelhecimento são experimentados por uma maioria ou por uma proporção significativa de seres humanos durante suas vidas.
- Os adolescentes perdem a capacidade da criança de ouvir sons de alta frequência acima de 20 kHz.[14]
- As rugas desenvolvem-se principalmente devido ao fotoenvelhecimento, afetando particularmente as áreas expostas ao sol (rosto).[15]
- Depois de atingir o pico do final da adolescência até o final dos 20 anos, a fertilidade feminina diminui.[16]
- Após os 30 anos a massa do corpo humano diminui até os 70 anos e então apresenta oscilações de amortecimento.[13]
- Pessoas com mais de 35 anos de idade correm um risco crescente de perder força no músculo ciliar dos olhos, o que leva à dificuldade de focalizar objetos próximos ou presbiopia.[17][18] A maioria das pessoas apresenta presbiopia entre 45 e 50 anos.[19] A causa é o endurecimento da lente pela diminuição dos níveis de alfa-cristalina, um processo que pode ser acelerado por temperaturas mais altas.[19][20]
- Por volta dos 50 anos, o cabelo fica grisalho.[21] A perda de cabelo padrão aos 50 anos afeta cerca de 30 a 50% dos homens[22] e um quarto das mulheres.[23]
- A menopausa geralmente ocorre entre 44 e 58 anos de idade.[24]
- Na faixa etária de 60 a 64 anos, a incidência de osteoartrite aumenta para 53%. No entanto, apenas 20% relatam osteoartrite incapacitante nessa idade.[25]
- Quase metade das pessoas com mais de 75 anos tem perda auditiva (presbiacusia) que inibe a comunicação falada.[26] Muitos vertebrados, como peixes, pássaros e anfíbios, não desenvolvem presbiacusia na velhice, pois são capazes de regenerar suas células sensoriais cocleares, enquanto mamíferos, incluindo humanos, perderam geneticamente essa capacidade.[27]
- Aos 80 anos, mais da metade de todos os americanos têm catarata ou fizeram cirurgia de catarata.[28]
- A fragilidade, uma síndrome de diminuição da força, atividade física, desempenho físico e energia, afeta 25% das pessoas com mais de 85 anos[29][30] Os músculos têm uma capacidade reduzida de responder a exercícios ou lesões e a perda de massa e força muscular (sarcopenia) é comum.[31] Utilização máxima de oxigênio e da frequência cardíaca também entram em declínio.[32] A força da mão e a mobilidade diminuem.[33]
- A aterosclerose é classificada como uma doença do envelhecimento.[34] Isso leva a doenças cardiovasculares (por exemplo, acidente vascular cerebral e ataque cardíaco),[35] que globalmente é a causa mais comum de morte.[36] O envelhecimento dos vasos causa remodelação vascular e perda de elasticidade arterial e, como resultado, causa rigidez da vasculatura.[34]
- Evidências recentes sugerem que o risco de morte relacionado à idade se estabiliza após os 105 anos.[37] A expectativa de vida humana máxima é de 115 anos.[38][39] O ser humano mais velho registrado de forma confiável foi Jeanne Calment, que morreu em 1997 aos 122 anos.

A demência torna-se mais comum com a idade. Cerca de 3% das pessoas entre 65 e 74 anos, 19% entre 75 e 84 e quase metade das pessoas com mais de 85 anos têm demência. O espectro varia de comprometimento cognitivo leve às doenças neurodegenerativas da doença de Alzheimer, doença cerebrovascular, doença de Parkinson e doença de Lou Gehrig. Além disso, muitos tipos de memória diminuem com o envelhecimento, mas não a memória semântica ou o conhecimento geral, como definições de vocabulário, que geralmente aumentam ou permanecem estáveis até o final da idade adulta. A inteligência diminui com a idade, embora a taxa varie dependendo do tipo e possa, de fato, permanecer estável durante a maior parte da vida, caindo repentinamente apenas quando as pessoas se aproximam do fim de suas vidas. Variações individuais na taxa de declínio cognitivo podem, portanto, ser explicadas em termos de pessoas com diferentes durações de vida. Há mudanças no cérebro: depois dos 20 anos há uma redução de 10% a cada década no comprimento total dos axônios mielinizados do cérebro.
A idade pode resultar em deficiência visual, em que a comunicação não-verbal é reduzida, o que pode levar ao isolamento e possível depressão. Os adultos mais velhos, no entanto, podem não sofrer de depressão tanto quanto os adultos mais jovens e, paradoxalmente, melhoram o humor, apesar do declínio da saúde física. A degeneração macular causa perda de visão e aumenta com a idade, afetando quase 12% das pessoas com mais de 80 anos Essa degeneração é causada por alterações sistêmicas na circulação de resíduos e pelo crescimento de vasos anormais ao redor da retina. Outras doenças visuais que costumam aparecer com a idade seriam catarata e glaucoma. A catarata ocorre quando a lente do olho fica turva, tornando a visão embaçada e eventualmente causando cegueira se não for tratada. Elas se desenvolvem com o tempo e são vistas com mais frequência em pessoas mais velhas. A catarata pode ser tratada através de cirurgia. O glaucoma é outra doença visual comum que aparece em adultos mais velhos  causada por dano ao nervo óptico causando perda de visão. O glaucoma geralmente se desenvolve ao longo do tempo, mas há variações no glaucoma, e alguns têm início súbito. Existem alguns procedimentos para o glaucoma, mas não há cura ou correção para o dano, uma vez ocorrido. A prevenção é a melhor medida no caso do glaucoma.
Pode-se fazer uma distinção entre "envelhecimento proximal" (efeitos baseados na idade que surgem devido a fatores do passado recente) e "envelhecimento distal" (diferenças baseadas na idade que podem ser atribuídas a uma causa no início da vida de uma pessoa, como como poliomielite infantil).
O envelhecimento está entre os maiores fatores de risco conhecidos para a maioria das doenças humanas. Das cerca de 150 mil pessoas que morrem todos os dias em todo o mundo, cerca de dois terços – 100 mil por dia – morrem de causas relacionadas à idade. Nas nações industrializadas, a proporção é maior, chegando a 90%.

## Base biológica

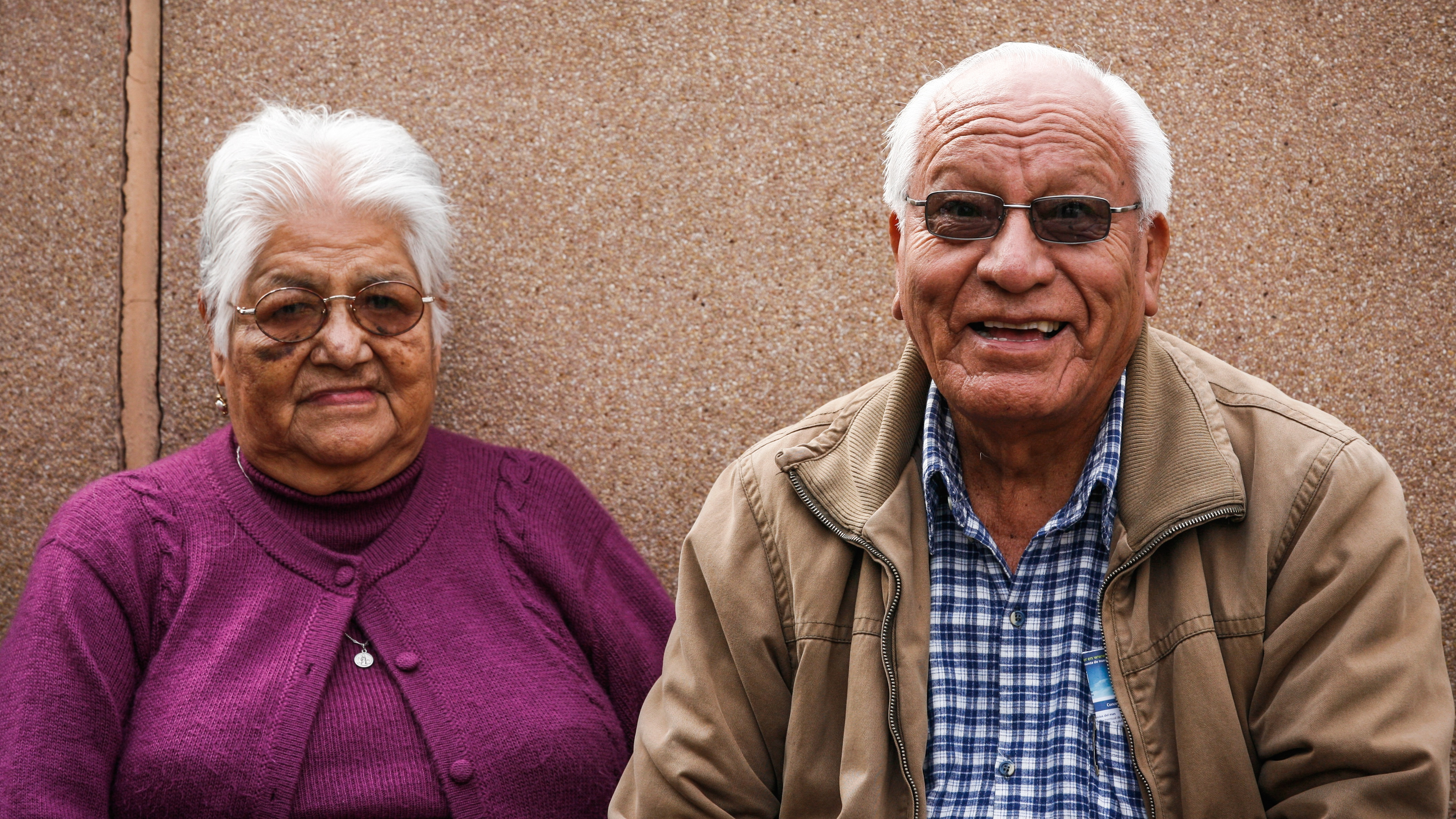
Um casal de idosos

Atualmente, os pesquisadores estão apenas começando a entender a base biológica do envelhecimento, mesmo em organismos relativamente simples e de vida curta, como o fermento.
Menos ainda é conhecido sobre o envelhecimento dos mamíferos, em parte devido às vidas muito mais longas até mesmo de pequenos mamíferos, como o camundongo (cerca de 3 anos). Um organismo modelo para o estudo do envelhecimento é o nematóide C. elegans graças à sua curta vida útil de 2 a 3 semanas, o que permite realizar facilmente manipulações genéticas ou suprimir a atividade genética com interferência de RNA ou outros fatores. A maioria das mutações conhecidas e alvos de interferência de RNA que prolongam a vida útil foram descobertos pela primeira vez em C. elegans.
Os fatores propostos para influenciar o envelhecimento biológico se enquadram em duas categorias principais, programados e relacionados a danos.
Os fatores programados seguem um cronograma biológico, talvez um que possa ser uma continuação daquele que regula o crescimento e o desenvolvimento infantil. Essa regulação dependeria de alterações na expressão gênica que afetam os sistemas responsáveis pela manutenção, reparo e respostas de defesa. Fatores relacionados a danos incluem agressões internas e ambientais a organismos vivos que induzem danos cumulativos em vários níveis. Um terceiro conceito novo é que o envelhecimento é mediado por círculos viciosos.

### Envelhecimentoversusimortalidade
Seres humanos e membros de outras espécies, especialmente animais, envelhecem e morrem. Os fungos também podem envelhecer. Em contraste, muitas espécies podem ser consideradas potencialmente imortais : por exemplo, fissão de bactérias para produzir células-filhas, plantas de morango crescem para produzir clones de si mesmas e animais do gênero Hydra têm uma capacidade regenerativa pela qual evitam morrer de velhice.

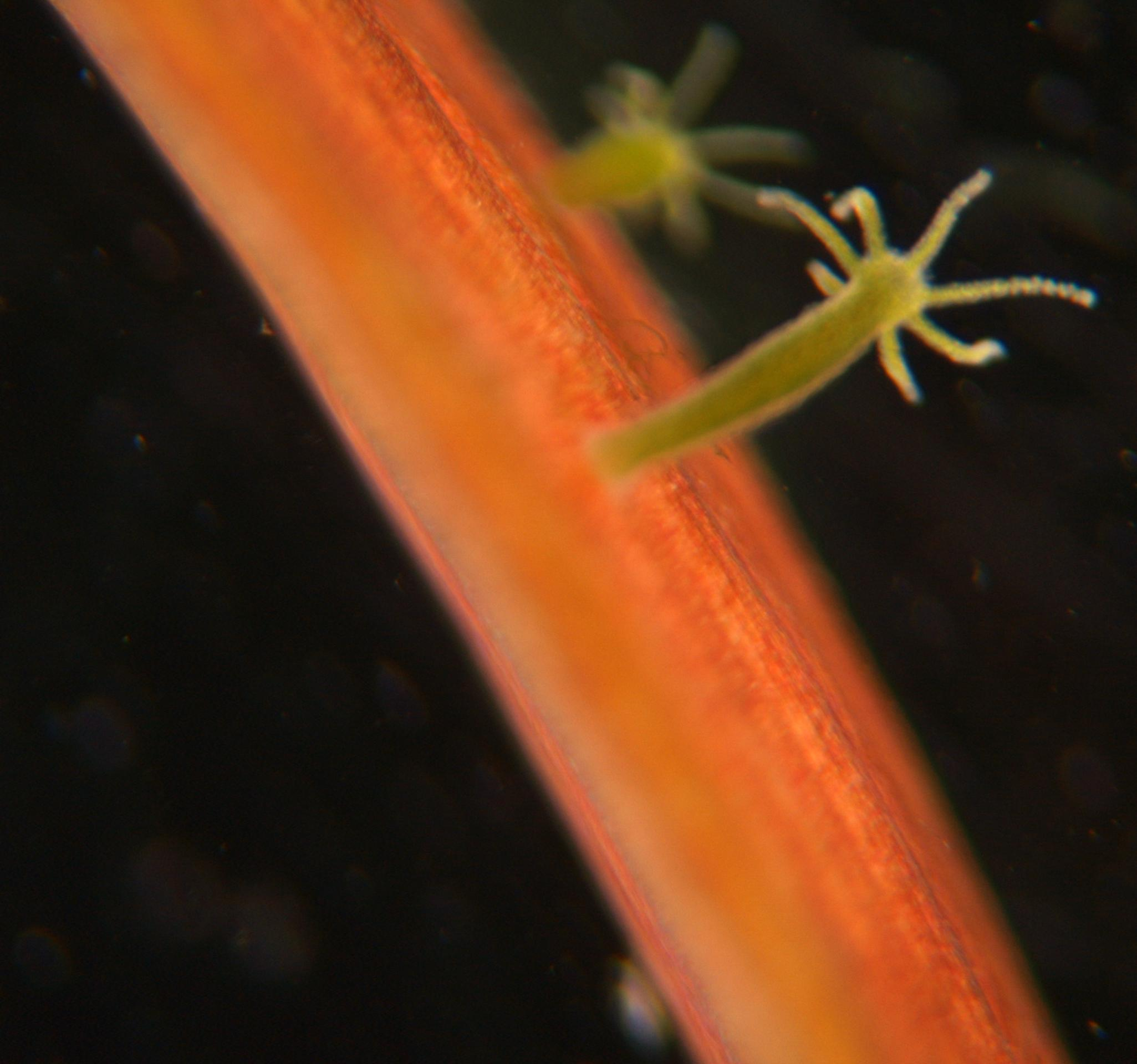
Hydra imortal, um parente da água-viva

As primeiras formas de vida na Terra, começando há pelo menos 3,7 bilhões de anos, eram organismos unicelulares (um organismo que consiste em uma única célula, ao contrário de um organismo multicelular que consiste em várias células). Tais organismos (procariontes, protozoários, algas) se multiplicam por fissão em células-filhas. (Células-filhas são células que resultam de uma única célula-mãe em divisão. Duas células filhas são o resultado do processo mitótico, enquanto quatro células resultam do processo meiótico. Para organismos que se reproduzem via reprodução sexuada, as células-filhas resultam da meiose); portanto, não envelhecem e são potencialmente imortais sob condições favoráveis.
O envelhecimento e a mortalidade do organismo individual tornaram-se possíveis com a evolução da reprodução sexual, que ocorreu com o surgimento dos reinos fúngico/animal há aproximadamente um bilhão de anos e a evolução das plantas produtoras de sementes há 320 milhões de anos. O organismo sexual poderia doravante transmitir parte de seu material genético para produzir novos indivíduos e tornar-se ele mesmo descartável para a sobrevivência de sua espécie. Essa ideia biológica clássica, no entanto, foi perturbada recentemente pela descoberta de que a bactéria E. coli pode se dividir em células filhas distinguíveis, o que abre a possibilidade teórica de "classes de idade" entre as bactérias.
Mesmo dentro de humanos e outras espécies mortais, existem células com potencial para a imortalidade: células cancerígenas que perderam a capacidade de morrer quando mantidas em uma cultura de células, como a linhagem de células HeLa, e células-tronco específicas, como células germinativas (produção de óvulos e espermatozóides). Na clonagem artificial, as células adultas podem ser rejuvenescidas até o estado embrionário e então usadas para cultivar um novo tecido ou animal sem envelhecer. No entanto, as células humanas normais morrem após cerca de 50 divisões celulares em cultura de laboratório (o limite de Hayflick, descoberto por Leonard Hayflick em 1961).

### Marcas moleculares e celulares do envelhecimento
Em uma revisão detalhada, Lopez-Otin e colegas (2013), que discutem o envelhecimento através das lentes da teoria do dano, propõem nove "características" metabólicas do envelhecimento em vários organismos, mas especialmente em mamíferos:
- instabilidade genômica (mutações acumuladas no DNA nuclear, no mtDNA e na lâmina nuclear)
- desgaste dos telômeros (os autores observam que a telomerase artificial confere imortalidade não cancerosa a células mortais)
- alterações epigenéticas (incluindo padrões de metilação do DNA, modificação pós-traducionais de histonas e remodelação da cromatina)
- perda de proteostase (dobramento de proteínas e proteólise)
- detecção de nutrientes desregulada (relacionada à via de sinalização do hormônio de crescimento/fator de crescimento semelhante à insulina 1, que é a via de controle do envelhecimento mais conservada na evolução e entre seus alvos estão os fatores de transcrição FOXO3 / Sirtuína e os complexos mTOR, provavelmente responsivos a restrição calórica)
- senescência celular (acúmulo de células que não se dividem mais em certos tecidos, um processo induzido especialmente por p16INK4a /Rb e p19ARF/ p53 para impedir a proliferação de células cancerígenas)
- exaustão de células-tronco (na visão dos autores causada por fatores de dano como os listados acima)
- comunicação intercelular alterada (abrangendo especialmente a inflamação, mas possivelmente também outras interações intercelulares
- inflamação, um fenótipo inflamatório crônico em idosos na ausência de infecção viral, devido à superativação e diminuição da precisão do sistema imunológico inato.
- a disbiose do microbioma intestinal (por exemplo, perda da diversidade microbiana, expansão de enteropatógenos e biossíntese de vitamina B12 alterada) está correlacionada com a idade biológica e não com a idade cronológica.[70]

### Vias metabólicas envolvidas no envelhecimento
Existem três vias metabólicas principais que podem influenciar a taxa de envelhecimento, discutidas abaixo:
- a via FOXO3 / Sirtuína, provavelmente responsiva à restrição calórica
- a via de sinalização do hormônio do crescimento/fator de crescimento semelhante à insulina 1
- os níveis de atividade da cadeia de transporte de elétrons nas mitocôndrias[71] e (nas plantas) nos cloroplastos.

É provável que a maioria dessas vias afete o envelhecimento separadamente, porque direcioná-las simultaneamente leva a aumentos aditivos no tempo de vida.

### Fatores programados

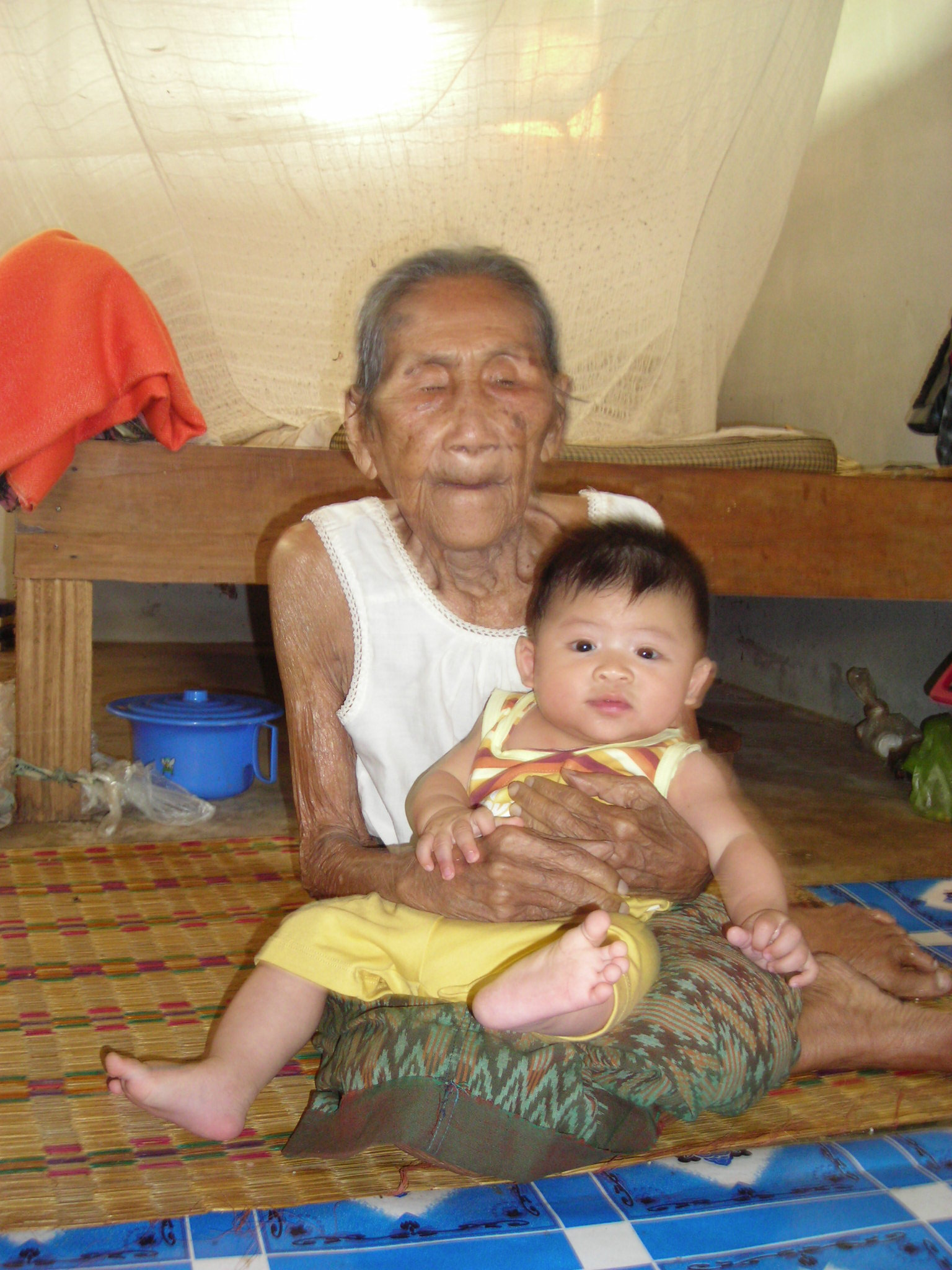
Idosa de 95 anos segura bebê de cinco meses de idade

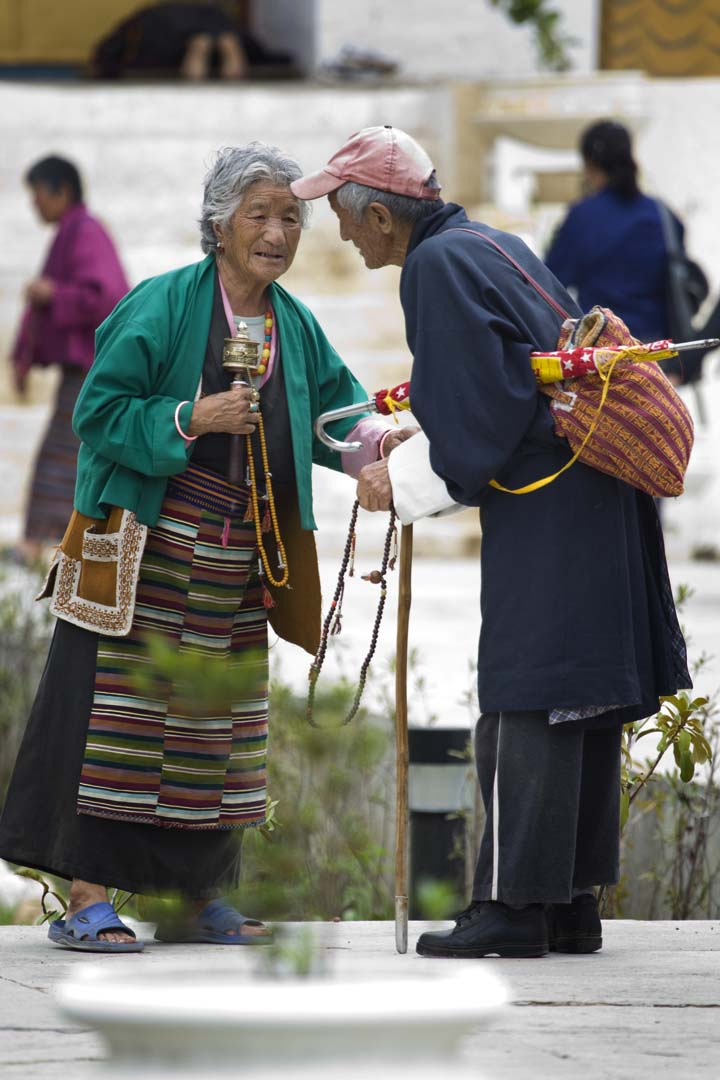
Casal de idosos no Butão

A taxa de envelhecimento varia substancialmente entre as diferentes espécies, e isso, em grande parte, tem base genética. Por exemplo, várias plantas perenes que variam de morangos e batatas a salgueiros normalmente produzem clones de si mesmas por reprodução vegetativa e, portanto, são potencialmente imortais, enquanto plantas anuais como trigo e melancia morrem a cada ano e se reproduzem por reprodução sexual. Em 2008, descobriu-se que a inativação de apenas dois genes na planta anual Arabidopsis thaliana leva à sua conversão em uma planta perene potencialmente imortal. Os animais mais antigos conhecidos até agora são esponjas antárticas de 15 mil anos de idade, que podem se reproduzir sexualmente e clonalmente.
Imortalidade clonal à parte, existem certas espécies cuja expectativa de vida individual se destaca entre as formas de vida da Terra, incluindo o pinheiro bristlecone de 5.062 anos ou 5.067 anos de idade, invertebrados como o molusco duro (conhecido como quahog na Nova Inglaterra) em 508 anos, o tubarão-da-groenlândia em 400 anos, alguns anelídeos em 300 anos, e peixes como o esturjão, o peixe-pedra, as anêmonas-do-mar e a lagosta. Às vezes, diz-se que tais organismos exibem senescência insignificante.
Em ambientes de laboratório, os pesquisadores demonstraram que alterações selecionadas em genes específicos podem prolongar substancialmente a vida útil de leveduras e lombrigas, menos em moscas-das-frutas e menos ainda em camundongos. Alguns dos genes visados têm homólogos entre as espécies e, em alguns casos, foram associados à longevidade humana. Estudos de Becca Levy, professora associada de epidemiologia e psicologia na Yale School of Public Health, descobriram que crenças positivas sobre o envelhecimento também podem aumentar a expectativa de vida.
- Metilação do DNA: o forte efeito da idade nos níveis de metilação do DNA é conhecido desde o final dos anos 1960.[84] O geneticista Steve Horvath levantou a hipótese de que a idade de metilação do DNA mede o efeito cumulativo de um sistema de manutenção epigenética, mas os detalhes são desconhecidos. A idade de metilação do DNA do sangue prediz todas as causas de mortalidade na vida adulta.[85][86][87] A teoria do relógio epigenético do envelhecimento reconhece o envelhecimento como um subproduto ou consequência não intencional dos processos de desenvolvimento e manutenção.[88][89] Além disso, camundongos envelhecidos prematuramente podem ser rejuvenescidos e suas vidas estendidas em 30%, "reiniciando" parcialmente o padrão de metilação em suas células (uma redefinição completa leva a células cancerígenas imortais indesejáveis). Essa redefinição para um estado juvenil foi alcançada experimentalmente em 2016, ativando os quatro fatores de transcrição de DNA de Shinya Yamanaka – Sox2, Oct4, Klf4 e c-Myc (que já foram usados rotineiramente para produzir animais jovens a partir de células adultas clonadas da pele).[90][91]
- Células senescentes: a maioria das células com danos no DNA que não podem ser corrigidos fazem apoptose, mas algumas células não. Essas células estão relacionadas a muitas doenças, como insuficiência renal e diabetes. Em 2016, em um estudo, a remoção dessas células em camundongos estendeu sua expectativa de vida em 20% a 30%.[92] Outro estudo mostra que esta questão está relacionada com o p16INK4a e β-galactosidase.[93] Resultados significativos foram obtidos por algumas empresas para prolongar a vida útil do camundongo com foco em células senescentes.[94]
- Uma variação no gene FOXO3 A tem um efeito positivo na expectativa de vida dos humanos e é encontrada com muito mais frequência em pessoas que vivem até os 100 anos ou mais – além disso, isso parece ser verdade em todo o mundo.[95][96] O FOXO3A atua na família de genes da sirtuína, que também tem um efeito significativo no tempo de vida em leveduras e nematóides. A sirtuína, por sua vez, inibe mTOR.[97]
- A restrição calórica leva a uma expectativa de vida mais longa em várias espécies, um efeito que não está claro,[72] mas provavelmente mediado pela função de detecção de nutrientes da via mTOR.[98]
- mTOR, uma proteína que inibe a autofagia, tem sido associada ao envelhecimento através da via de sinalização da insulina. A mTOR funciona por meio de sugestões de nutrientes e crescimento, levando os cientistas a acreditar que a restrição alimentar e a mTOR estão relacionados em termos de longevidade. Quando os organismos restringem sua dieta, a atividade da mTOR é reduzida, o que permite um aumento do nível de autofagia. Isso recicla partes de células velhas ou danificadas, o que aumenta a longevidade e diminui as chances de obesidade. Acredita-se que isso evite picos de concentração de glicose no sangue, levando à redução da sinalização de insulina. Isso também foi associado a menos ativação do mTOR. Portanto, a longevidade tem sido associada à restrição calórica e à inibição da sensibilidade à insulina mTOR, que por sua vez permite que a autofagia ocorra com mais frequência. Pode ser que a inibição do mTOR e a autofagia reduzam os efeitos das espécies reativas de oxigênio no corpo, que danificam o DNA e outros materiais orgânicos, aumentando assim a longevidade.[99] Em apoio a essa afirmação, há observações de que vários supostos remédios antienvelhecimento, como rapamicina, metformina, berberina, 2-desoxiglicose, vitamina D3, aspirina e resveratrol, demonstraram suprimir a sinalização mTOR e, simultaneamente, reduzir o nível constitutivo de dano oxidativo ao DNA induzido por oxidantes endógenos, bem como para aumentar a taxa de autofagia[100]
- Uma via de sinalização diminuída do hormônio do crescimento/fator de crescimento semelhante à insulina 1 foi associada ao aumento da expectativa de vida em vários organismos, incluindo moscas-da-fruta, nematóides e camundongos. O mecanismo preciso pelo qual a diminuição da sinalização de GH/IGF-1 aumenta a longevidade é desconhecido, mas várias linhagens de camundongos com diminuição da sinalização induzida por GH e/ou IGF-1 compartilham um fenótipo semelhante que inclui aumento da sensibilidade à insulina, maior resistência ao estresse e proteção contra a carcinogênese. As cepas de camundongos estudadas com diminuição da sinalização de GH mostraram entre 20% e 68% de aumento da longevidade e as cepas de camundongos com diminuição da sinalização induzida por IGF-1 revelaram um aumento de 19 a 33% na expectativa de vida quando comparadas aos camundongos controle.[101]
- A superexpressão do gene Ras2 aumenta a vida útil da levedura em 30%.[102] Um mutante de levedura sem os genes SCH9 e RAS1 demonstrou recentemente ter um aumento de dez vezes no tempo de vida sob condições de restrição calórica e é o maior aumento alcançado em qualquer organismo.[103][104]
- Telômeros: em humanos e outros animais, a senescência celular foi atribuída ao encurtamento dos telômeros em cada divisão celular; quando os telômeros se tornam muito curtos, as células envelhecem e morrem ou param de se multiplicar.[105] O comprimento dos telômeros é, portanto, o "relógio molecular", previsto por Hayflick.[106][107] No entanto, o comprimento dos telômeros em linhagens de camundongos selvagens não está relacionado ao tempo de vida[108] e os camundongos que não possuem a enzima telomerase não têm uma vida útil drasticamente reduzida.[109] Os telômeros de camundongos de laboratório são muitas vezes mais longos que os humanos.[110] Outra ressalva é que um estudo que acompanhou quase mil humanos por dez anos mostrou que, embora alguns humanos encurtem seus telômeros com o tempo, um terço dos participantes não apresentaram essa característica.[111]

- - A teoria explicaria por que a doença autossômica dominante, a doença de Huntington, pode persistir mesmo sendo inexoravelmente letal. Além disso, foi sugerido que algumas das variantes genéticas que aumentam a fertilidade nos jovens aumentam o risco de câncer nos idosos. Tais variantes ocorrem nos genes p53[112] e BRCA1.[113]
  - A teoria do ciclo celular reprodutivo argumenta que o envelhecimento é regulado especificamente por hormônios reprodutivos que agem de maneira pleiotrópica antagônica por meio da sinalização do ciclo celular, promovendo crescimento e desenvolvimento no início da vida para alcançar a reprodução, mas tornando-se desregulado mais tarde na vida, levando à senescência (diose). em uma tentativa inútil de manter a capacidade reprodutiva.[3][114] A discrasia endócrina que segue a perda de folículos com a menopausa e a perda de células de Leydig e Sertoli durante a andropausa, conduzem a sinalização aberrante do ciclo celular que leva à morte e disfunção celular, disfunção tecidual (doença) e, finalmente, morte. Além disso, os hormônios que regulam a reprodução também regulam o metabolismo celular, explicando o aumento da deposição de gordura durante a gravidez até a deposição de adiposidade centralizada com a desregulação do eixo HPG após a menopausa e durante a andropausa (Atwood e Bowen, 2004). Essa teoria, que introduziu uma nova definição de envelhecimento, facilitou a conceituação de por que e como o envelhecimento ocorre nos níveis evolutivo, fisiológico e molecular.[3]
- Autoimunidade: a ideia de que o envelhecimento resulta de um aumento de autoanticorpos que atacam os tecidos do corpo. Várias doenças associadas ao envelhecimento, como gastrite atrófica e tireoidite de Hashimoto, provavelmente são autoimunes dessa forma.[115] No entanto, embora a inflamação seja muito evidente em mamíferos velhos, mesmo camundongos completamente imunodeficientes criados em condições de laboratório livres de patógenos ainda sofrem senescência.[116]
- O equilíbrio celular entre geração e consumo de energia (homeostase energética) requer regulação rigorosa durante o envelhecimento. Em 2011, foi demonstrado que os níveis de acetilação da proteína quinase ativada por AMP mudam com a idade na levedura e que impedir essa mudança retarda seu envelhecimento.[117]
- O envelhecimento da pele é causado em parte pelo TGF-β, que reduz a gordura subcutânea que dá à pele uma aparência e textura agradáveis. O TGF-β faz isso bloqueando a conversão de fibroblastos dérmicos em células de gordura; com menos células de gordura embaixo para fornecer suporte, a pele fica flácida e enrugada. A gordura subcutânea também produz catelicidina, que é um peptídeo que combate infecções bacterianas.[118][119]

### Evolução do envelhecimento

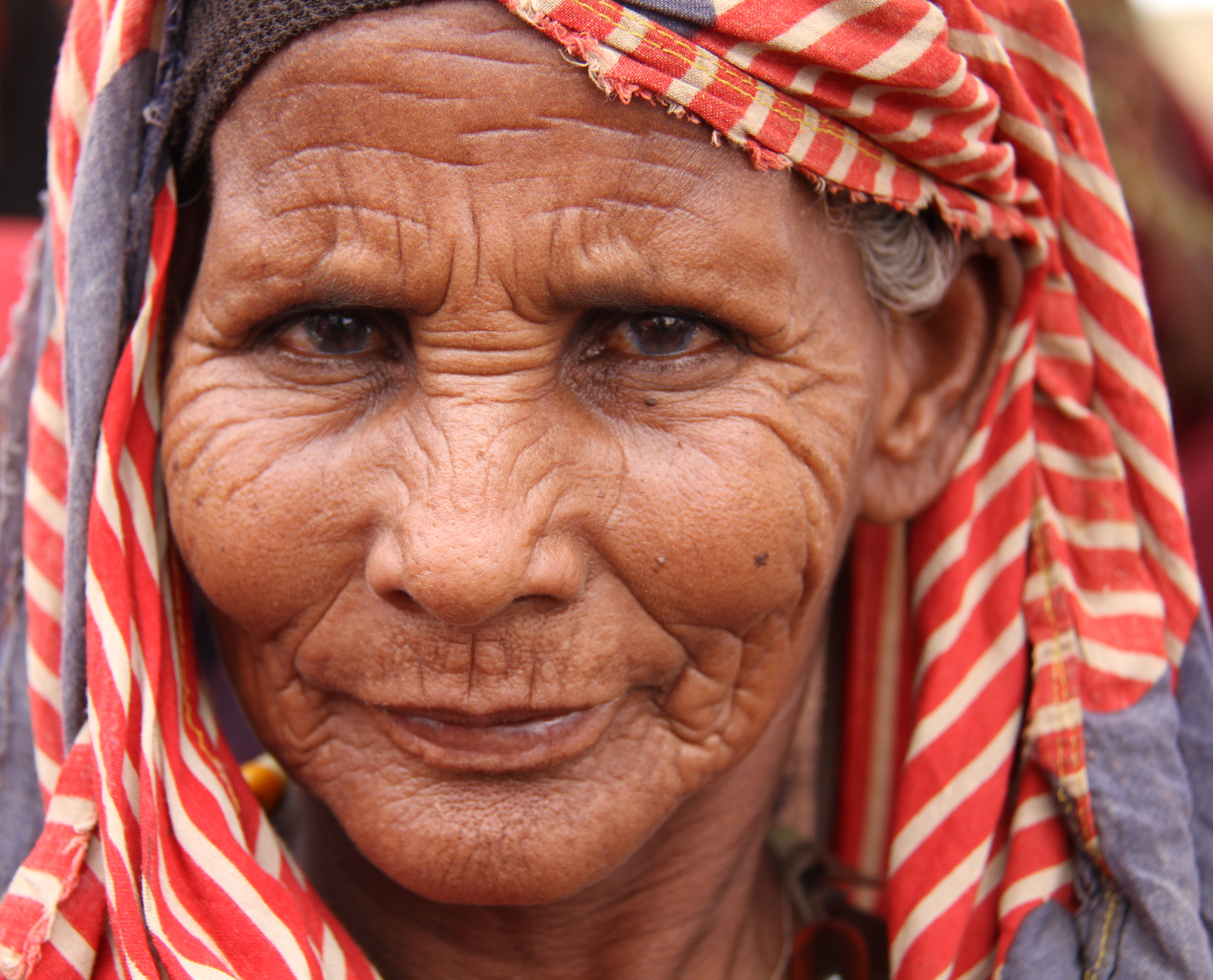
Uma mulher idosa da Somália

O tempo de vida, como outros fenótipos, é selecionado na evolução. As características que beneficiam a sobrevivência e reprodução precoces serão selecionadas mesmo que contribuam para uma morte precoce. Tal efeito genético é chamado de efeito de pleiotropia antagônica quando se refere a um gene (pleiotropia significando que o gene tem uma função dupla – permitindo a reprodução em uma idade jovem, mas custando a expectativa de vida do organismo na velhice) e é chamado de efeito soma descartável quando se refere a todo um programa genético (o organismo desviando recursos limitados da manutenção para a reprodução). Os mecanismos biológicos que regulam o tempo de vida provavelmente evoluíram com os primeiros organismos multicelulares há mais de um bilhão de anos. No entanto, mesmo organismos unicelulares, como leveduras, têm sido usados como modelos de envelhecimento, portanto, o envelhecimento tem suas raízes biológicas muito antes da multicelularidade.

### Fatores relacionados a danos
- Teoria do dano ao DNA do envelhecimento: acredita-se que o dano ao DNA seja a base comum tanto do câncer quanto do envelhecimento e tem sido argumentado que as causas intrínsecas do dano ao DNA são as causas mais importantes do envelhecimento.[121][122][123] Danos genéticos (alterações estruturais aberrantes do DNA), mutações (alterações na sequência do DNA) e epimutações (metilação de regiões promotoras de genes ou alterações da estrutura do DNA que regulam a expressão gênica) podem causar expressão gênica anormal. Danos no DNA fazem com que as células parem de se dividir ou induzam a apoptose, muitas vezes afetando os pools de células-tronco e, portanto, dificultando a regeneração. No entanto, estudos de camundongos ao longo da vida sugerem que a maioria das mutações ocorre durante o desenvolvimento embrionário e infantil, quando as células se dividem com frequência, pois cada divisão celular é uma chance de erros na replicação do DNA.[124]
- Instabilidade genética: os cães perdem anualmente aproximadamente 3,3% do DNA nas células do músculo cardíaco, enquanto os humanos perdem aproximadamente 0,6% do DNA do músculo cardíaco a cada ano. Esses números estão próximos da razão das longevidades máximas das duas espécies (120 anos vs. 20 anos, uma razão de 6/1). A porcentagem comparativa também é semelhante entre cães e humanos para perda anual de DNA no cérebro e linfócitos. Conforme declarado pelo autor principal, Bernard L. Strehler, "... dano genético (particularmente a perda de genes) é quase certamente (ou provavelmente a) causa central do envelhecimento."[125]
- Acumulação de resíduos:
  - Um acúmulo de resíduos nas células provavelmente interfere no metabolismo. Por exemplo, um produto residual chamado lipofuscina é formado por uma reação complexa nas células que liga a gordura às proteínas. Esses resíduos se acumulam nas células como pequenos grânulos, que aumentam de tamanho à medida que a pessoa envelhece.[126]
  - A marca do envelhecimento das células de levedura parece ser a superprodução de certas proteínas.[55]
  - A indução da autofagia pode aumentar a eliminação de resíduos intracelulares tóxicos associados a doenças neurodegenerativas e foi amplamente demonstrado que melhora a expectativa de vida em leveduras, vermes, moscas, roedores e primatas. A situação, no entanto, foi complicada pela identificação de que a regulação positiva da autofagia também pode ocorrer durante o envelhecimento.[127] A autofagia é aumentada em camundongos obesos por restrição calórica, exercício e uma dieta com baixo teor de gordura (mas nesses camundongos evidentemente não está relacionada com a ativação da proteína quinase ativada por AMP, veja acima).[128]
- Teoria do desgaste: A ideia muito geral de que as mudanças associadas ao envelhecimento são o resultado de danos aleatórios que se acumulam com o tempo.[59]
- Acumulação de erros: A ideia de que o envelhecimento resulta de eventos fortuitos que escapam aos mecanismos de leitura de provas, que gradualmente danificam o código genético.
- Perda de heterocromatina, modelo de envelhecimento.[129][130][131]
- Elementos transponíveis na desintegração do genoma como o papel principal no mecanismo do envelhecimento.[132][133][134]
- Cross-linkage: a ideia de que o envelhecimento resulta do acúmulo de compostos reticulados que interferem na função celular normal.[107][135]
- Estudos de camundongos mutantes do mtDNA mostraram que níveis aumentados de mutações somáticas do mtDNA diretamente podem causar uma variedade de fenótipos de envelhecimento. Os autores propõem que as mutações do mtDNA levam a células com deficiência na cadeia respiratória e, consequentemente, à apoptose e à perda celular. Eles lançam dúvidas experimentalmente, no entanto, sobre a suposição comum de que mutações e disfunções mitocondriais levam ao aumento da geração de espécies reativas de oxigênio (ROS).[136]
- Teoria dos radicais livres: Danos causados por radicais livres, ou mais geralmente espécies reativas de oxigênio ou estresse oxidativo, criam danos que podem dar origem aos sintomas que reconhecemos como envelhecimento.[107][137] O grupo do pesquisador alemão Michael Ristow forneceu evidências de que o efeito da restrição calórica pode ser devido ao aumento da formação de radicais livres dentro da mitocôndria, causando uma indução secundária de aumento da capacidade de defesa antioxidante.[138]
- Teoria mitocondrial do envelhecimento: os radicais livres produzidos pela atividade mitocondrial danificam os componentes celulares, levando ao envelhecimento.
- Oxidação do DNA e restrição calórica: A restrição calórica reduz os danos ao DNA 8-OH-dG em órgãos de ratos e camundongos idosos.[139][140] Assim, a redução do dano oxidativo ao DNA está associada a uma taxa mais lenta de envelhecimento e aumento da expectativa de vida.[141] Em um artigo de revisão de 2021, Vijg afirmou que "com base em uma abundância de evidências, o dano ao DNA agora é considerado o fator mais importante dos processos degenerativos que coletivamente causam o envelhecimento."[142]

## Prevenção e atraso

### Estilo de vida

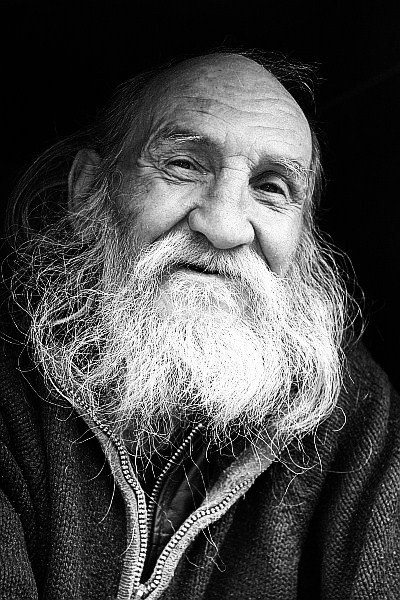
Um homem idoso

A restrição calórica afeta substancialmente a expectativa de vida de muitos animais, incluindo a capacidade de retardar ou prevenir muitas doenças relacionadas à idade. Normalmente, isso envolve a ingestão calórica de 60 a 70% do que um animal ad libitum consumiria, mantendo a ingestão adequada de nutrientes. Em roedores, foi demonstrado que isso aumenta a expectativa de vida em até 50%; efeitos semelhantes ocorrem para leveduras e Drosophila. Não existem dados sobre o tempo de vida de humanos em uma dieta com restrição calórica, Dois grandes estudos em andamento em macacos rhesus revelaram inicialmente resultados díspares; enquanto um estudo, da Universidade de Wisconsin, mostrou que a restrição calórica prolonga a expectativa de vida, o segundo estudo, do Instituto Nacional do Envelhecimento (NIA), não encontrou efeitos da restrição calórica na longevidade. Ambos os estudos, no entanto, mostraram melhora em vários parâmetros de saúde. Apesar da ingestão calórica igualmente baixa, a composição da dieta diferiu entre os dois estudos (notavelmente um alto teor de sacarose no estudo de Wisconsin) e os macacos tinham origens diferentes (Índia, China), sugerindo inicialmente que a genética e a composição da dieta, não apenas uma diminuição de calorias, são fatores de longevidade. No entanto, em uma análise comparativa em 2014, os pesquisadores de Wisconsin descobriram que os macacos de controle supostamente não famintos do NIA, na verdade, estão moderadamente abaixo do peso quando comparados com outras populações de macacos, e argumentaram que isso se devia ao protocolo de alimentação repartido do NIA em contraste com o verdadeiro protocolo de alimentação ad libitum irrestrito de Wisconsin. Eles concluíram que a restrição calórica moderada, em vez da restrição calórica extrema, é suficiente para produzir os benefícios de saúde e longevidade observados nos macacos rhesus estudados.
Em seu livro How and Why We Age, Hayflick diz que a restrição calórica pode não ser eficaz em humanos, citando dados do Baltimore Longitudinal Study of Aging que mostram que ser magro não favorece a longevidade. No entanto, pode haver fatores de confusão, por exemplo, fumar reduz o apetite e a expectativa de vida. Da mesma forma, às vezes é afirmado que a obesidade moderada na vida adulta pode melhorar a sobrevida, mas pesquisas mais recentes identificaram fatores de confusão, como perda de peso devido a doença terminal. Uma vez que esses fatores são contabilizados, o peso corporal ideal acima dos 65 anos corresponde a um índice de massa corporal mais magro de 23 a 27.
Alternativamente, os benefícios da restrição alimentar também podem ser encontrados alterando o perfil de macronutrientes para reduzir a ingestão de proteínas sem alterar o nível calórico, resultando em aumentos semelhantes na longevidade. A restrição de proteína dietética não só inibe a atividade mTOR, mas também IGF-1, dois mecanismos implicados no envelhecimento. Especificamente, a redução da ingestão de leucina é suficiente para inibir a atividade mTOR, alcançável através da redução do consumo de alimentos de origem animal.

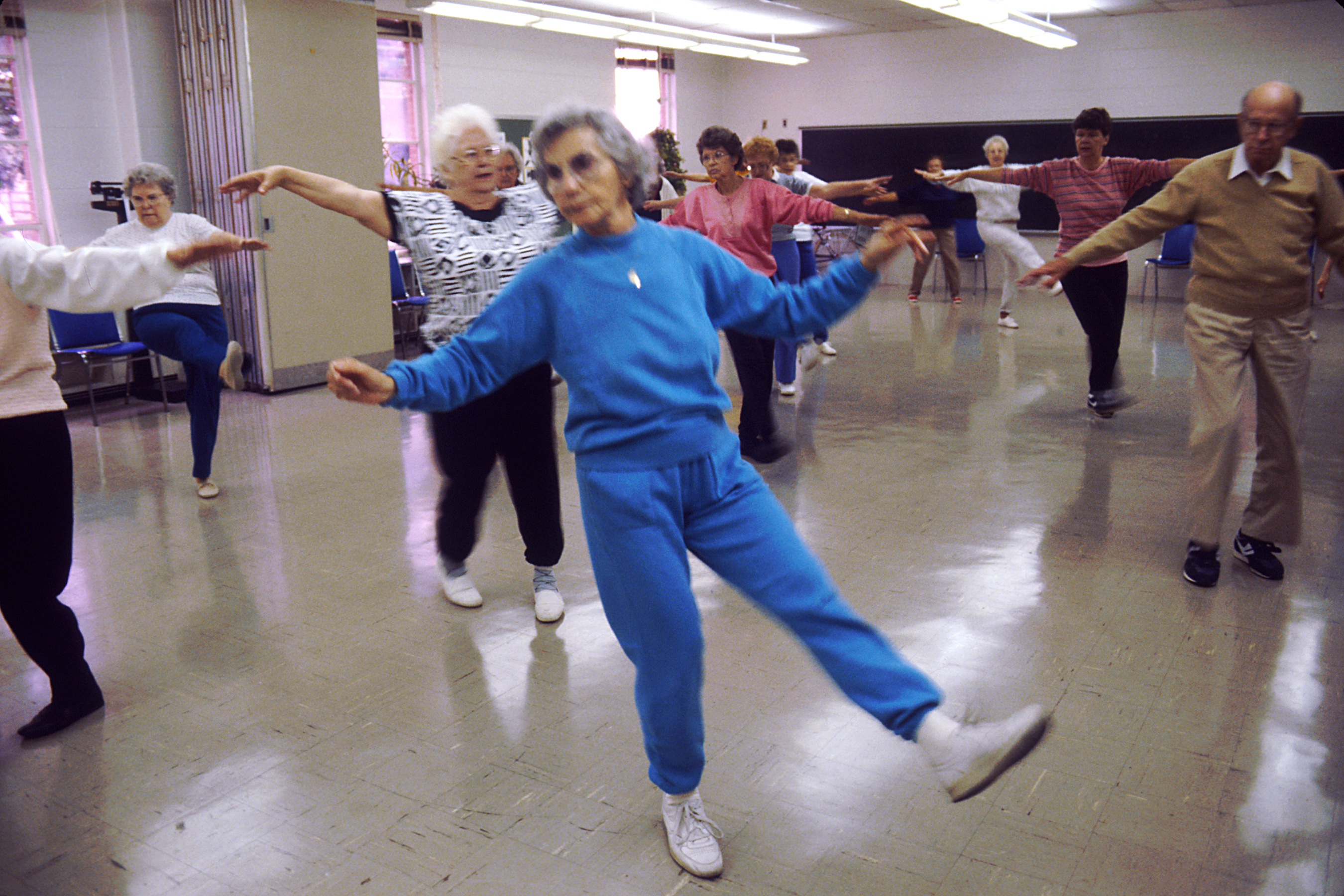
Aula de aeróbica com idosos

A dieta mediterrânea é creditada por diminuir o risco de doenças cardíacas e morte precoce. Os principais contribuintes para a redução do risco de mortalidade parecem ser um maior consumo de vegetais, peixe, frutas, nozes e ácidos graxos monoinsaturados, ou seja, azeite.
Por outro lado, o consumo de certos alimentos, como açúcar, carboidratos refinados, álcool, carnes processadas e frituras, acelera o envelhecimento.
A quantidade de sono tem impacto na mortalidade. As pessoas que vivem mais relatam dormir de seis a sete horas todas as noites. A falta de sono (<5 horas) mais que dobra o risco de morte por doença cardiovascular, mas muito sono (>9 horas) está associado a uma duplicação do risco de morte, embora não principalmente por doença cardiovascular. Dormir mais de 7 a 8 horas por dia tem sido consistentemente associado ao aumento da mortalidade, embora a causa seja provavelmente outros fatores, como depressão e status socioeconômico, que se correlacionariam estatisticamente. O monitoramento do sono de tribos de caçadores-coletores da África e da América do Sul mostrou padrões de sono semelhantes em todos os continentes: a duração média do sono é de 6,4 horas (com uma diferença verão/inverno de 1 hora), cochilos à tarde (siestas) são incomuns e insônia é muito rara (dez vezes menos do que nas sociedades industriais).
O exercício físico pode aumentar a expectativa de vida. Pessoas que praticam exercícios físicos de moderado a alto têm menor taxa de mortalidade em comparação com indivíduos que não são fisicamente ativos. Níveis moderados de exercício têm sido correlacionados com a prevenção do envelhecimento e melhoria da qualidade de vida, reduzindo o potencial inflamatório. A maioria dos benefícios do exercício é alcançada com cerca de 3.500 minutos de equivalente metabólico (MET) por semana. Por exemplo, subir escadas 10 minutos, aspirar 15 minutos, cuidar do jardim 20 minutos, correr 20 minutos e caminhar ou andar de bicicleta por 25 minutos diariamente alcançariam cerca de 3.000 MET minutos por semana. Outras pesquisas parecem sugerir uma relação entre o exercício físico regular e o funcionamento cognitivo na velhice.

#### Estresse crônico
Evitar o estresse crônico (em oposição ao estresse agudo) está associado a uma perda mais lenta de telômeros na maioria, mas não em todos os estudos, e com níveis reduzidos de cortisol. Um nível cronicamente elevado de cortisol compromete o sistema imunológico, causa danos cardíacos/ arterosclerose e está associado ao envelhecimento facial, sendo este, por sua vez, um marcador de aumento da morbimortalidade. Uma meta-análise mostra que a solidão acarreta um risco de mortalidade maior do que fumar. O estresse pode ser combatido pela conexão social, espiritualidade e a vida de casado (mais claramente para os homens do que para as mulheres), todos associados à longevidade.

### Intervenção médica

Comprimidos de metformina 500 mg, distribuídos pelo National Health Service britânico

Os seguintes medicamentos e intervenções mostraram retardar ou reverter os efeitos biológicos do envelhecimento em outros animais, mas nenhum foi comprovado em humanos. Em uma revisão crítica, Wolf (2021) aponta que esses compostos antienvelhecimento comumente divulgados (resveratrol, rapamicina, mononucleotídeo de nicotinamida e metformina) causam perda de peso, um recurso que é "minimizado" em muitas publicações antienvelhecimento; é, portanto, provável que os compostos apenas neutralizem os efeitos da obesidade que encurtam a vida e não beneficiem os indivíduos que têm peso corporal normal.
Os cientistas começaram a explorar os miméticos da restrição calórica - compostos de drogas naturais e sintéticas que podem produzir os mesmos efeitos na saúde que a restrição calórica, sem fazer dieta. Essas investigações ainda estão em seus estágios iniciais. Evidências em animais e humanos sugerem que o resveratrol pode ser um mimético da restrição calórica.
Desde 2015, metformina esteva sob estudo por seu efeito potencial em retardar o envelhecimento no verme C.elegans e no grilo-doméstico. Seu efeito em humanos saudáveis é desconhecido. Em 2019, Fahy e colegas relataram que um teste de dois anos em nove humanos usando metformina para regenerar o tecido do timo resultou inesperadamente em uma reversão do envelhecimento medido pelos níveis de metilação do DNA.
A rapamicina demonstrou pela primeira vez prolongar a vida útil em eucariotos em 2006 em um estudo de Powers et al. que mostrou um efeito responsivo à dose de rapamicina na extensão do tempo de vida em células de levedura. Em um estudo de 2009, a expectativa de vida de camundongos alimentados com rapamicina aumentou entre 28 e 38% desde o início do tratamento, ou 9 a 14% no aumento total da expectativa de vida máxima. Vale destacar que o tratamento começou em camundongos com 20 meses de idade, o equivalente a 60 anos humanos. A rapamicina demonstrou subsequentemente prolongar a vida útil do camundongo em vários experimentos separados e agora está sendo testada para esse propósito em primatas não humanos (como os saguis).
O geneticista do câncer Ronald A. DePinho e seus colegas publicaram pesquisas em camundongos onde a atividade da telomerase foi removida geneticamente pela primeira vez. Então, depois que os camundongos envelheceram prematuramente, eles restauraram a atividade da telomerase reativando seu gene. Como resultado, os camundongos foram rejuvenescidos: testículos murchos voltaram ao normal e os animais recuperaram sua fertilidade. Outros órgãos, como baço, fígado, intestinos e cérebro, se recuperaram de seu estado degenerado. "[A descoberta] oferece a possibilidade de que o envelhecimento humano normal possa ser retardado ao despertar a enzima nas células onde ela parou de funcionar", diz Ronald DePinho. No entanto, a ativação da telomerase em humanos pode potencialmente estimular o crescimento de tumores.
A maioria das intervenções genéticas conhecidas em C. elegans aumenta a expectativa de vida em 1,5 a 2,5 vezes. Desde 2009 , o recorde de extensão da vida útil em C. elegans é uma mutação de um único gene que aumenta em dez vezes a sobrevida adulta. A forte conservação de alguns dos mecanismos de envelhecimento descobertos em organismos modelo implica que eles podem ser úteis na melhoria da sobrevivência humana. No entanto, os benefícios podem não ser proporcionais; os ganhos de longevidade são tipicamente maiores em C. elegans do que nas moscas-das-frutas e maiores nas moscas-das-frutas do que nos mamíferos. Uma explicação para isso é que os mamíferos, tendo uma vida muito mais longa, já possuem muitas características que promovem a expectativa de vida.
Foi demonstrado que o antioxidante SkQ1 direcionado às mitocôndrias prolonga a vida útil de camundongos.
Em 2023, pesquisadores do Laboratório Sinclair da Harvard Medical School conseguiram rejuvenescer camundongos velhos por meio de mudanças epigenéticas, reparando o DNA com terapia genética. As células dos camundongos atualizaram e traduziram os genes em formas de proteína, transformando a cromatina e os camundongos apagando aspectos do envelhecimento.

### Projetos de pesquisa e prêmios
Alguns esforços de pesquisa são direcionados para retardar o envelhecimento e prolongar a vida saudável. Em 1993, as populações estabelecidas para estudos epidemiológicos dos idosos, também conhecido como Yale Health and Aging Study, mostrou a importância da atividade física e argumentou contra os estereótipos negativos sobre a velhice.
O Nun Study do Dr. David Snowdon sobre o envelhecimento e a doença de Alzheimer traz muitas descobertas interessantes sobre a memória, o impacto das emoções expressas positivamente e como viver uma vida mais longa e com mais qualidade.
O Instituto Nacional de Envelhecimento dos Estados Unidos atualmente financia um programa de teste de intervenção, pelo qual os investigadores nomeiam compostos (com base em teorias moleculares específicas de envelhecimento) para avaliar seus efeitos no tempo de vida e biomarcadores relacionados à idade em camundongos exogâmicos. Testes anteriores relacionados à idade em mamíferos mostraram-se amplamente irreprodutíveis, devido ao pequeno número de animais e às condições negligentes de criação de camundongos.
Várias empresas e organizações, como Google Calico, Human Longevity, Craig Venter, Gero, SENS Research Foundation e Science for Life Extension na Rússia, declararam parar ou retardar o envelhecimento como seu objetivo.
Existem prêmios para prolongar a vida útil e retardar o envelhecimento em mamíferos. A Fundação Matusalém oferece o Mprêmio. Recentemente, o Palo Alto Longevity Prize de 1 milhão de dólares foi lançado como um incentivo à pesquisas para "hackear o código" que regula nossa saúde e expectativa de vida. Foi fundada por Joon Yun.

## Sociedade e cultura

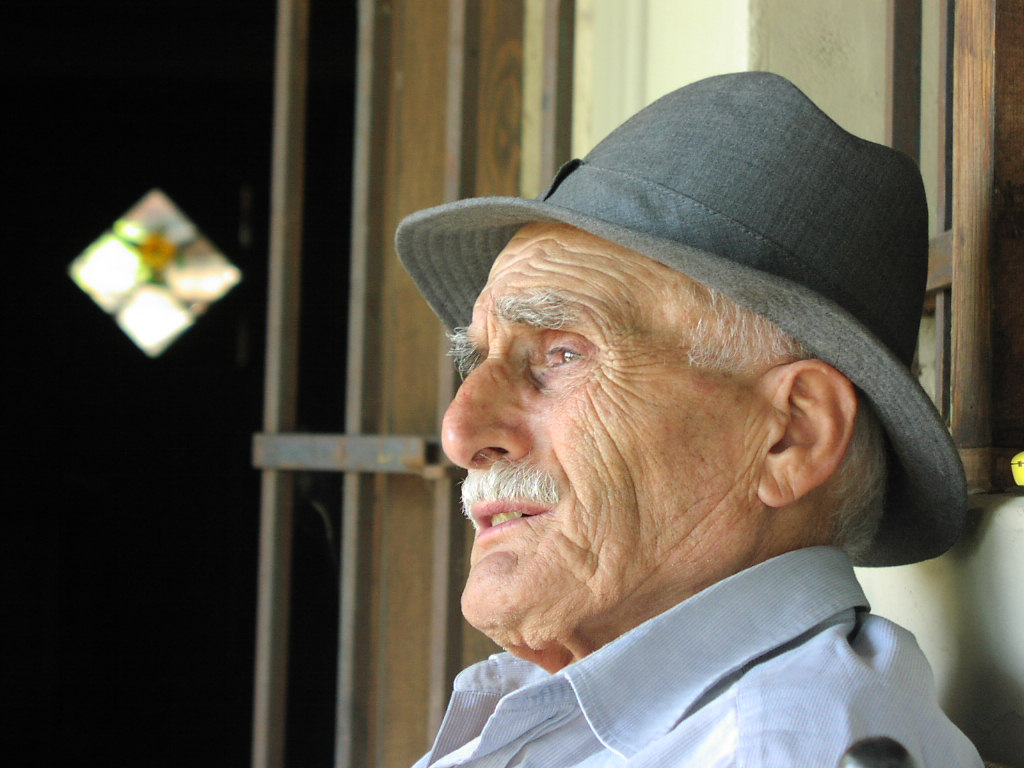
Um homem idoso

Culturas diferentes expressam a idade de maneiras diferentes. A idade de um ser humano adulto é comumente medida em anos inteiros desde o dia do nascimento. Divisões arbitrárias definidas para marcar períodos da vida podem incluir juventude (desde a infância, a pré-adolescência e a adolescência), início da idade adulta, meia-idade e final da idade adulta.
A maioria dos sistemas legais define uma idade específica para quando um indivíduo é permitido ou obrigado a realizar determinadas atividades. Essas especificações de idade incluem idade para votar, idade para beber, idade para consentimento, maioridade, responsabilidade criminal, idade para casar, idade para candidatura e idade para aposentadoria compulsória. Cada nação, governo e organização não-governamental tem maneiras diferentes de classificar a idade. Em outras palavras, o envelhecimento cronológico pode ser distinguido do "envelhecimento social" (expectativas culturais de como as pessoas devem agir à medida que envelhecem) e do "envelhecimento biológico" (o estado físico de um organismo à medida que envelhece).
O preconceito relacionado à idade, chamado etarismo, custou aos Estados Unidos 63 bilhões de dólares em um ano, de acordo com um estudo da Yale School of Public Health. Em um relatório do UNFPA sobre o envelhecimento no século XXI, destacou a necessidade de "desenvolver uma nova cultura de envelhecimento baseada em direitos e uma mudança de mentalidade e atitudes sociais em relação ao envelhecimento e aos idosos, de beneficiários de assistência social a membros ativos e contribuintes da sociedade". O UNFPA disse que para isso "requer, entre outros, trabalhar para o desenvolvimento de instrumentos internacionais de direitos humanos e sua tradução em leis e regulamentos nacionais e medidas afirmativas que desafiem a discriminação por idade e reconheçam os idosos como sujeitos autônomos". Os idosos podem fazer contribuições para a sociedade, incluindo prestação de cuidados e voluntariado. Por exemplo, "Um estudo de migrantes bolivianos que [tinham] se mudado para a Espanha constatou que 69% deixaram seus filhos em casa, geralmente com os avós. Na China rural, os avós cuidam de 38% das crianças menores de cinco anos cujos pais foram trabalhar nas cidades."

### Economia

Um mapa mostrando os números de idade média por país para 2017

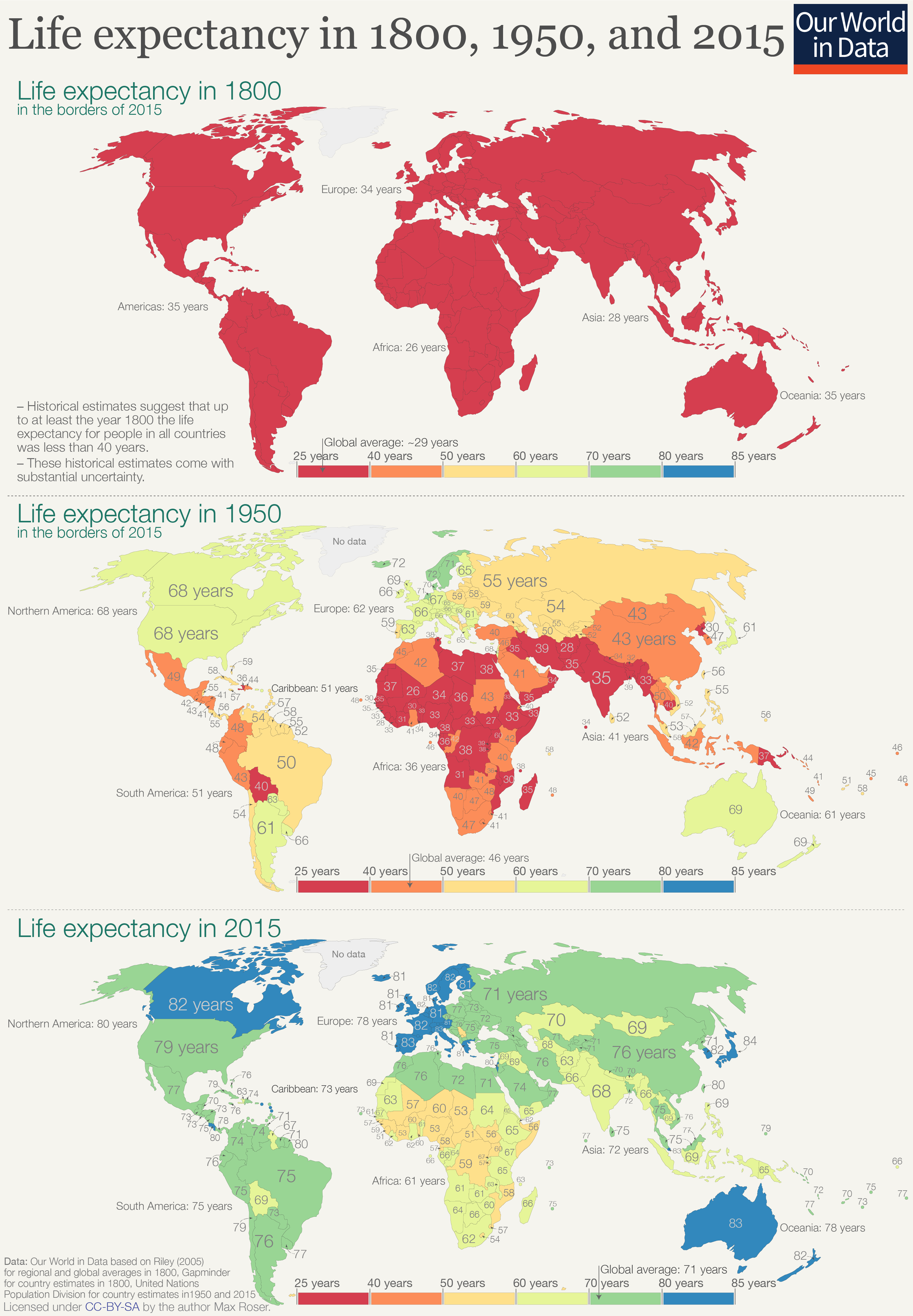
Expectativa de vida por país em 1800, 1950 e 2015 (Our World in Data)

O envelhecimento populacional é o aumento do número e da proporção de pessoas idosas na sociedade. O envelhecimento da população tem três causas possíveis: migração, maior expectativa de vida (diminuição da taxa de mortalidade) e diminuição da taxa de natalidade. O envelhecimento tem um impacto significativo na sociedade. Os jovens tendem a ter menos privilégios legais (se forem menores de idade), são mais propensos a pressionar por mudanças políticas e sociais, a desenvolver e adotar novas tecnologias e a precisar de educação. As pessoas mais velhas têm requisitos diferentes da sociedade e do governo e frequentemente também têm valores diferentes, como direitos de propriedade e pensão.
No século XXI, uma das tendências populacionais mais significativas é o envelhecimento. Atualmente, mais de 11% da população atual do mundo são pessoas com 60 anos ou mais e o Fundo de População das Nações Unidas (UNFPA) estima que até 2050 esse número aumentará para aproximadamente 22%. O envelhecimento ocorreu devido ao desenvolvimento que permitiu melhor nutrição, saneamento, saúde, educação e bem-estar econômico. Consequentemente, as taxas de fertilidade continuaram a diminuir e a expectativa de vida aumentou. A expectativa de vida ao nascer é superior a 80 anos em 33 países. O envelhecimento é um "fenômeno global", que ocorre mais rapidamente nos países em desenvolvimento, incluindo aqueles com grandes populações jovens, e coloca desafios sociais e econômicos ao trabalho que podem ser superados com "o conjunto certo de políticas para equipar indivíduos, famílias e sociedades enfrentar esses desafios e colher seus benefícios".
À medida que a expectativa de vida aumenta e as taxas de natalidade diminuem nos países desenvolvidos, a idade média também aumenta. Segundo as Nações Unidas, esse processo está ocorrendo em quase todos os países do mundo. Uma idade média crescente pode ter implicações sociais e econômicas significativas, pois a força de trabalho envelhece progressivamente e o número de trabalhadores idosos e aposentados cresce em relação ao número de trabalhadores jovens. Os idosos geralmente incorrem em mais custos relacionados à saúde do que os mais jovens no local de trabalho e também podem custar mais em indenizações trabalhistas e responsabilidades com pensões.
Entre as preocupações mais urgentes dos idosos em todo o mundo está a segurança de renda. Isso representa desafios para os governos com populações envelhecidas para garantir que os investimentos em sistemas previdenciários continuem, a fim de proporcionar independência econômica e reduzir a pobreza na velhice. Esses desafios variam entre países em desenvolvimento e desenvolvidos. O UNFPA declarou que "a sustentabilidade desses sistemas é uma preocupação particular, principalmente nos países desenvolvidos, enquanto a proteção social e a cobertura de pensões de velhice continuam sendo um desafio para os países em desenvolvimento, onde uma grande proporção da força de trabalho é encontrada no setor informal."
A crise econômica global aumentou a pressão financeira para garantir a segurança econômica e o acesso aos cuidados de saúde na velhice. Para elevar essa pressão, "os pisos de proteção social devem ser implementados para garantir segurança de renda e acesso a serviços sociais e de saúde essenciais para todos os idosos e fornecer uma rede de segurança que contribua para adiar a incapacidade e prevenir o empobrecimento na velhice ".
Argumenta-se que o envelhecimento da população prejudica o desenvolvimento econômico e pode levar a uma inflação mais baixa porque os idosos se preocupam especialmente com o valor de suas pensões e poupanças. As evidências sugerem que as pensões, embora façam a diferença no bem-estar dos idosos, também beneficiam famílias inteiras, especialmente em tempos de crise, quando pode haver escassez ou perda de empregos nas famílias. Um estudo do governo australiano em 2003 estimou que "as mulheres entre 65 e 74 anos contribuem com 16 bilhões de dólares australianos por ano em cuidados não remunerados e trabalho voluntário. Da mesma forma, homens na mesma faixa etária contribuíram com 10 bilhões de dólares australianos por ano."
Devido ao aumento da participação dos idosos na população, os gastos com saúde continuarão a crescer em relação à economia nas próximas décadas. Isso tem sido considerado um fenômeno negativo e estratégias eficazes, como o aumento da produtividade do trabalho, devem ser consideradas para lidar com os efeitos negativos do envelhecimento.

### Sociologia

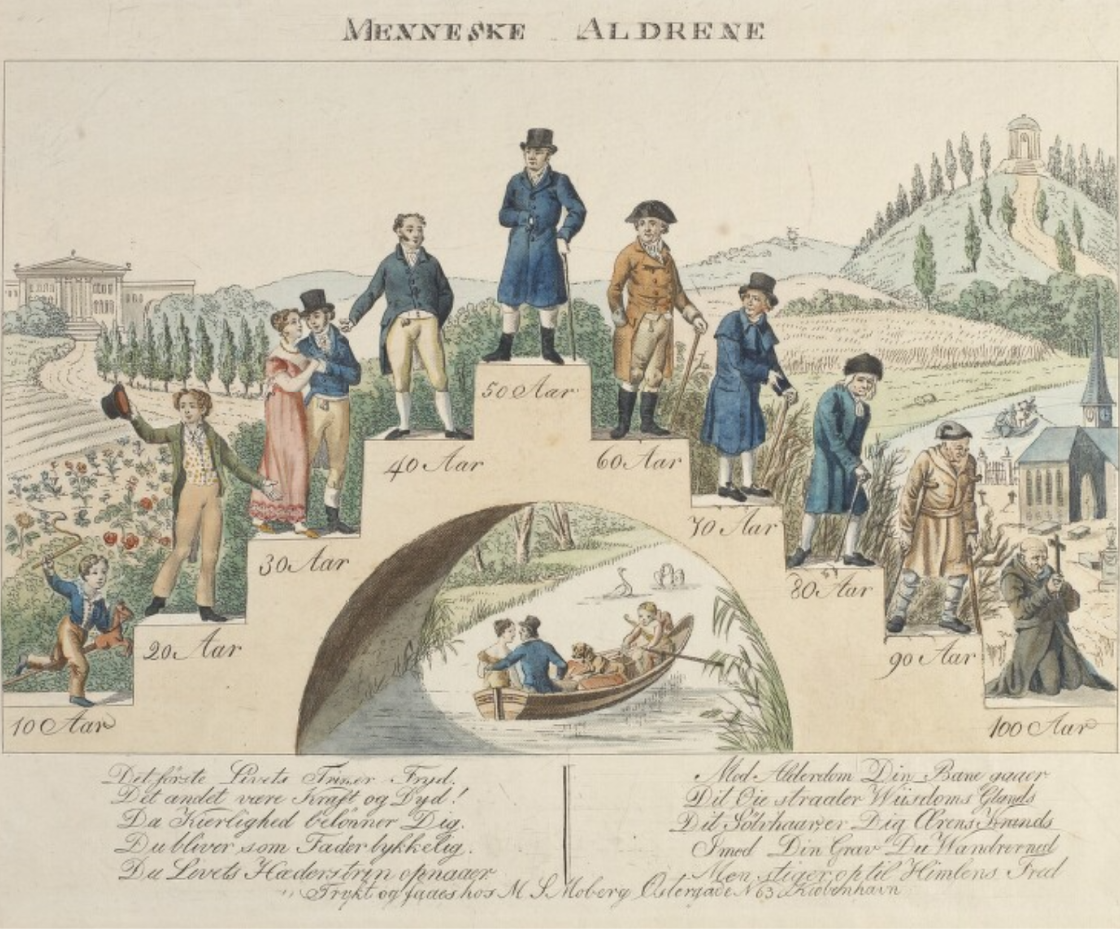
Idades do Homem, por Christoffer Wilhelm Eckersberg

No campo da sociologia e da saúde mental, o envelhecimento é visto em cinco visões diferentes: envelhecimento como maturidade, envelhecimento como declínio, envelhecimento como um evento do ciclo de vida, envelhecimento como geração e envelhecimento como sobrevivência. Correlatos positivos com o envelhecimento geralmente incluem economia, emprego, casamento, filhos, educação e senso de controle, assim como muitos outros. A ciência social do envelhecimento inclui a teoria do desengajamento, a teoria da atividade, a teoria da seletividade e a teoria da continuidade. A aposentadoria, uma transição comum enfrentada pelos idosos, pode ter consequências positivas e negativas. Como os ciborgues estão atualmente em ascensão, alguns teóricos argumentam que há uma necessidade de desenvolver novas definições de envelhecimento e, por exemplo, uma definição bio-tecno-social de envelhecimento foi sugerida.
Há um debate atual sobre se a busca da longevidade e o adiamento da senescência são objetivos de saúde custo-efetivos, dados os recursos finitos de saúde. Por causa das enfermidades acumuladas na velhice, o bioeticista estadunidense Ezequiel Emanuel opina que a busca da longevidade por meio da compressão da hipótese da morbidade é uma "fantasia" e que a vida humana não vale a pena ser vivida depois dos 75 anos; a longevidade, então, não deve ser um objetivo da política de saúde. Essa opinião foi contestada pelo neurocirurgião e especialista em ética médica Miguel Faria, que afirma que a vida pode sim valer a pena na velhice e que a longevidade deve ser buscada em associação com a obtenção de qualidade de vida. Faria afirma que o adiamento da senescência, bem como a felicidade e a sabedoria, podem ser alcançados na velhice em grande parte daqueles que levam estilos de vida saudáveis e permanecem intelectualmente ativos.

### Demanda por assistência médica
Com a idade ocorrem mudanças biológicas inevitáveis que aumentam o risco de doenças e incapacidades. O UNFPA declara que:
"Uma abordagem de ciclo de vida para os cuidados de saúde - que começa cedo, continua durante os anos reprodutivos e dura até a velhice - é essencial para o bem-estar físico e emocional dos idosos e, na verdade, de todas as pessoas. Políticas públicas e Além disso, os programas devem atender às necessidades dos idosos empobrecidos que não podem pagar pelos cuidados de saúde."
Muitas sociedades na Europa Ocidental e no Japão têm populações envelhecidas. Embora os efeitos na sociedade sejam complexos, há uma preocupação com o impacto na demanda por assistência médica. O grande número de sugestões na literatura para intervenções específicas para lidar com o aumento esperado na demanda por cuidados de longo prazo em sociedades envelhecidas pode ser organizado em quatro títulos: melhorar o desempenho do sistema; redesenhar a prestação de serviços; apoiar cuidadores informais; e mudar os parâmetros demográficos.
No entanto, o crescimento anual nos gastos nacionais com saúde não se deve principalmente ao aumento da demanda de populações envelhecidas, mas foi impulsionado pelo aumento da renda, novas tecnologias médicas caras, escassez de profissionais de saúde e assimetrias de informações entre provedores e pacientes. Vários problemas de saúde tornam-se mais prevalentes à medida que as pessoas envelhecem. Estes incluem problemas de saúde mental, bem como problemas de saúde física, especialmente demência. Estima-se que o envelhecimento da população explique apenas 0,2 pontos percentuais da taxa de crescimento anual dos gastos médicos de 4,3% desde 1970. Além disso, certas reformas no sistema Medicare nos Estados Unidos diminuíram os gastos dos idosos com assistência médica domiciliar em 12,5% por ano entre 1996 e 2000.

### Autopercepção
Os padrões de beleza evoluíram com o tempo e, à medida que a pesquisa científica em cosmecêuticos aumentou, a indústria também se expandiu; os tipos de produtos que eles produzem (como soros e cremes) gradualmente ganharam popularidade e se tornaram parte da rotina de cuidados pessoais de muitas pessoas. A indústria cosmecêutica é atualmente a indústria de beleza que mais cresce, com um tamanho de mercado de 49,5 bilhões de dólares no ano de 2018.

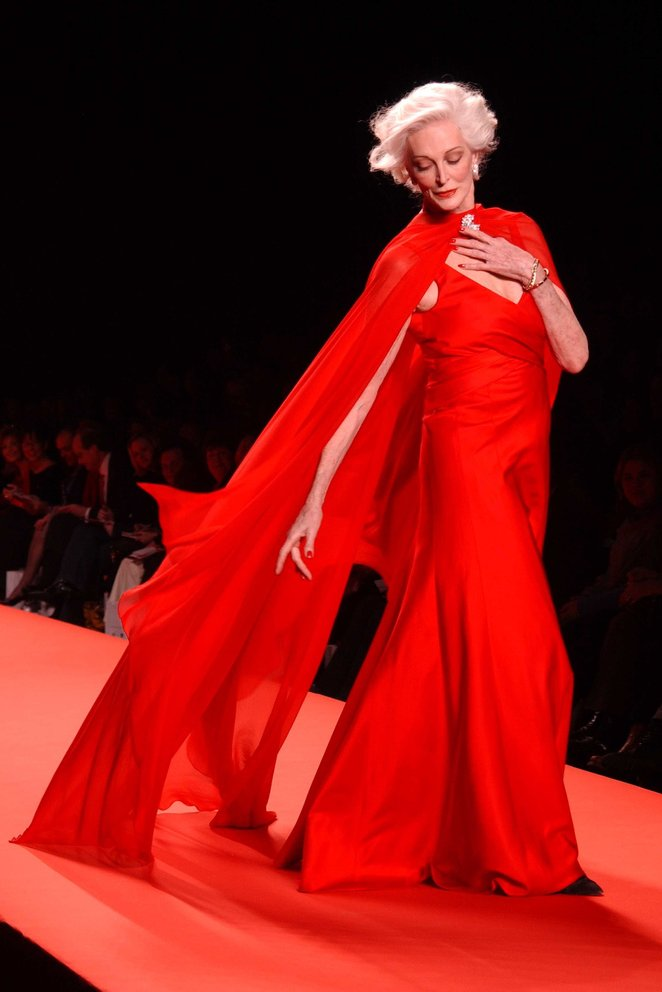
Carmen Dell'Orefice, uma das mais famosas modelos idosas da atualidade

O aumento da demanda por cosmecêuticos levou os cientistas a encontrar ingredientes para esses produtos em locais pouco ortodoxos. Por exemplo, descobriu-se que a secreção de Cryptomphalus aspersus (ou caracol de jardim marrom) tem propriedades antioxidantes, aumenta a proliferação de células da pele e aumenta as proteínas extracelulares, como colágeno e fibronectina (proteínas importantes para a proliferação celular). Outra substância usada para prevenir as manifestações físicas do envelhecimento é a onobotulinumtoxinA, a toxina injetada para o Botox.
Geralmente, a aversão ao envelhecimento é uma atitude do mundo ocidental. No entanto, em outros lugares do mundo, a velhice é celebrada e homenageada. Na China, o respeito pelos idosos costuma ser a base de como uma comunidade é organizada e tem sido a base da cultura e da moralidade chinesas por milhares de anos. Os idosos são respeitados por sua sabedoria e as decisões mais importantes tradicionalmente não são tomadas sem consultá-los. Este é um caso semelhante para a maioria dos países asiáticos, como Filipinas, Tailândia, Vietnã, Cingapura e na Coreia, onde uma festa especial chamada hwangap é realizada para comemorar e parabenizar um indivíduo por completar 60 anos.
As autopercepções positivas do envelhecimento estão associadas a uma melhor saúde mental e física, além de bem-estar. A autopercepção positiva da saúde foi correlacionada com maior bem-estar e mortalidade reduzida entre os idosos. Várias razões foram propostas para esta associação; pessoas que são objetivamente saudáveis podem naturalmente classificar sua saúde melhor do que a de seus colegas doentes, embora esse vínculo tenha sido observado mesmo em estudos que controlaram o status socioeconômico, o funcionamento psicológico e o estado de saúde. Esse achado é geralmente mais forte para homens do que para mulheres, embora essa relação não seja universal em todos os estudos e possa ser verdadeira apenas em algumas circunstâncias.
À medida que as pessoas envelhecem, a saúde subjetiva permanece relativamente estável, embora a saúde objetiva piore. Na verdade, a saúde percebida melhora com a idade quando a saúde objetiva é controlada na equação. Este fenômeno é conhecido como o "paradoxo do envelhecimento". Isso pode ser resultado de comparação social; por exemplo, quanto mais velhos ficam, mais eles podem se considerar com melhor saúde do que seus pares da mesma idade. Os idosos geralmente associam seu declínio funcional e físico ao processo normal de envelhecimento.
Uma maneira de ajudar os mais jovens a experimentar como é ser mais velho é por meio de um "traje de envelhecimento". Existem vários tipos diferentes de trajes, incluindo o GERT (nomeado como uma referência à gerontologia), o exoesqueleto R70i e os trajes AGNES (Age Gain Now Empathy Suit). Esses trajes criam a sensação dos efeitos do envelhecimento, adicionando peso extra e aumentando a pressão em certos pontos, como pulsos, tornozelos e outras articulações. Além disso, os vários trajes possuem diferentes formas de prejudicar a visão e a audição para simular a perda desses sentidos. Para criar a perda de sensibilidade nas mãos que os idosos experimentam, luvas especiais fazem parte dos uniformes. O uso desses trajes pode ajudar a aumentar a empatia sentida pelos idosos e pode ser considerado particularmente útil para aqueles que estão aprendendo sobre o envelhecimento ou para aqueles que trabalham com idosos, como enfermeiras ou funcionários de centros de atendimento.
A empatia é outro campo que pode se beneficiar da empatia que esses processos podem causar. Quando os designers entendem como é ter as deficiências da velhice, eles podem projetar melhor edifícios, embalagens ou até mesmo ferramentas para ajudar nas tarefas simples do dia a dia que são mais difíceis com menos destreza. Projetar pensando nos idosos pode ajudar a reduzir os sentimentos negativos associados à perda de habilidades que os idosos enfrentam.

### Envelhecimento bem sucedido
O conceito de envelhecimento bem-sucedido remonta à década de 1950 e foi popularizado na década de 1980. As definições tradicionais de envelhecimento bem-sucedido enfatizam a ausência de deficiências físicas e cognitivas. Em seu artigo de 1987, Rowe e Kahn caracterizaram o envelhecimento bem-sucedido como envolvendo três componentes: a) ausência de doenças e incapacidades, b) alto funcionamento cognitivo e físico e c) envolvimento social e produtivo. O estudo citado anteriormente também foi feito em 1987 e, portanto, esses fatores associados ao envelhecimento bem-sucedido provavelmente foram alterados. Com o conhecimento atual, os cientistas começaram a se concentrar em aprender sobre o efeito da espiritualidade no envelhecimento bem-sucedido. Existem algumas diferenças nas culturas, quais desses componentes são os mais importantes. Na maioria das vezes, entre as culturas, o engajamento social foi o mais bem avaliado, mas, dependendo da cultura, a definição de envelhecimento bem-sucedido muda.